# Mariamadzor
Mariamadzor (in armeno Մարիամածոր?, in azero Məmməddərə) è una comunità rurale del distretto di Xocavənd in Azerbaigian, facente parte fino al 2020 della regione di Hadrowt' nella repubblica di Artsakh, già repubblica del Nagorno Karabakh, situata in una vallata, pochi chilometri a est di Togh.
Secondo il censimento del 2005 contava poco più di duecentocinquanta abitanti.

## Storia
Durante il periodo sovietico, il villaggio faceva parte del distretto di Hadrut dell'Oblast' Autonoma del Nagorno Karabakh. Dopo la Prima guerra del Nagorno Karabakh, il villaggio fu amministrato come parte della regione di Hadrut della Repubblica separatista di Artsakh. Il villaggio passò sotto il controllo dell'Azerbaigian il 15 ottobre 2020, durante la guerra del Nagorno Karabakh del 2020.

## Monumenti e luoghi d'interesse
Siti del patrimonio storico nel villaggio e nei suoi dintorni includono un cimitero e una khachkar risalenti al periodo compreso tra il XVI e il XIX secolo, e la chiesa di San Minas (armeno: Սուրբ Մինաս, romanizzato: Surb Minas) costruita nel 1601.